# Odenton, Maryland
Odenton, Maryland (енгл. Odenton) насељено је место без административног статуса у америчкој савезној држави Мериленд.

## Демографија
По попису из 2010. године број становника је 37.132, што је 16.598 (80,8%) становника више него 2000. године.
| Група             | 2000.          | 2010.          |
| Белци             | 16.167 (78,7%) | 23.154 (62,4%) |
| Афроамериканци    | 2.620 (12,8%)  | 8.548 (23,0%)  |
| Азијати           | 628 (3,1%)     | 2.035 (5,5%)   |
| Хиспаноамериканци | 568 (2,8%)     | 2.175 (5,9%)   |
| Укупно            | 20.534         | 37.132         |